# Aa (personaje)
Aa es un personaje de ficción perteneciente a la DC Comics. Fue creado por Gerard Jones y Pat Broderick y su primera aparición fue en el cómic Green Lantern (vol. 3) N° 21 (febrero de 1992). Originalmente, Aa fue miembro de la fuerza policial intergaláctica llamada Green Lantern Corps pero terminó renunciando a este grupo.

## Historia
Aa es originaria del planeta llamado Stoneworld (literalmente Mundo de piedra) y pertenece a una raza formada de piedra pómez. Fue elegida junto a Kworri, proveniente del mismo planeta, por la Linterna Verde Brik para unirse a los Corps, pero fueron capturados junto a Hal Jordan por un mercenario. Este ser, llamado Flicker, quería venderlos como esclavos para luchar en una guerra interestelar.
Después de escapar de este mercenario, los Linternas Verdes descubrieron que éste también había capturado a una vieja enemiga de Hal Jordan, Zafiro Estelar. A pesar de la inconformidad de Aa, el grupo decidió ir a rescatarla, y Hal Jordan decidió que en el curso de la misión definiría quién, entre Aa y Kworri, sería más apto para unirse a los Corps. Durante la misión, Aa no siguió las órdenes de Jordan y, aunque puso en riesgo la vida de Zafiro Estelar, eventualmente lograron salvarla y escapar. Jordan decidió que le daría el anillo a Aa, pues pensó que el candidato no debía ser simplemente leal como Kworri, sino que debía tener la fuerza como para poder cuestionar las decisiones de sus compañeros.
Ya como Linterna Verde, Aa fue entrenada por Kilowog y participó en varias misiones con los Corps, destacando una invasión de un ejército de Qward a Oa y una batalla contra la encarnación de Entropía. Después de esta misión, cansada de la división entre varios miembros de los Corps y considerando que ella no podía basar su vida en la fe, Aa dejó el grupo.
Poco tiempo después, Aa se unió a otro grupo cósmico, los Darkstars (Estrellas Negras), ya que, al contrario de los Guardianes del Universo que lideran a los Linternas Verdes, los Controladores, líderes de los Darkstars, no les pedían a sus miembros que creyeran en su omnisciencia, dándoles únicamente la misión de proteger planetas.
Como parte de los Darkstars, Aa tuvo conflictos con los Corps. A pesar de esto, Hal Jordan aún se sentía impresionado por Aa y mantuvo por un tiempo la esperanza de traerla de vuelta a los Corps.
Desde que Hal Jordan se convirtió en Parallax no se ha sabido nada sobre las actividades de Aa y su situación actual se desconoce.

## Poderes y armas
Como parte del Green Lantern Corps, Aa recibía sus poderes de su anillo de poder, cuya única debilidad es el color amarillo.
Como parte de los Darkstars tiene una variedad de poderes cósmicos.